# 塞爾維亞人自治州
在南斯拉夫內戰時期，克羅埃西亞和波斯尼亚和黑塞哥维那曾設立數個塞爾維亞人自治州。這些自治州要求自治，並隨後通過公民投票宣布獨立。在克羅埃西亞的塞爾維亞人自治州獨立為塞爾維亞克拉伊納共和國，在波斯尼亞與赫塞哥維納的塞爾維亞人人自治州獨立為塞族共和國。

## 克羅埃西亞的塞爾維亞人自治州
- 克拉伊納塞爾維亞人自治州

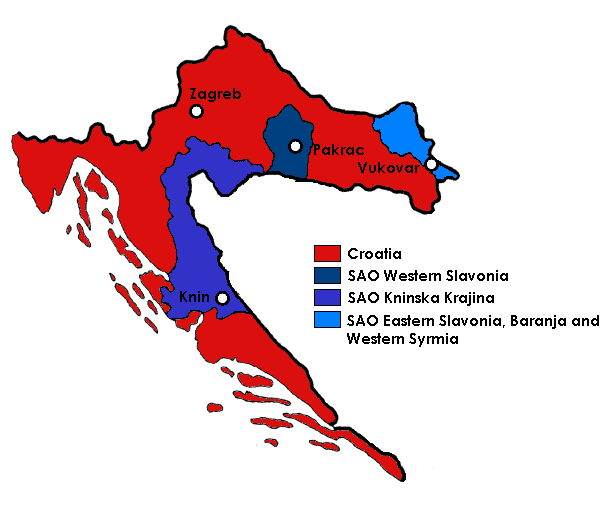
1990年時克羅埃西亞的塞爾維亞人自治州

- 東斯拉沃尼亞、巴蘭尼亞和西斯雷姆塞爾維亞人自治州
- 西斯拉沃尼亞自治州

## 波斯尼亚和黑塞哥维那的塞尔维亚人自治州

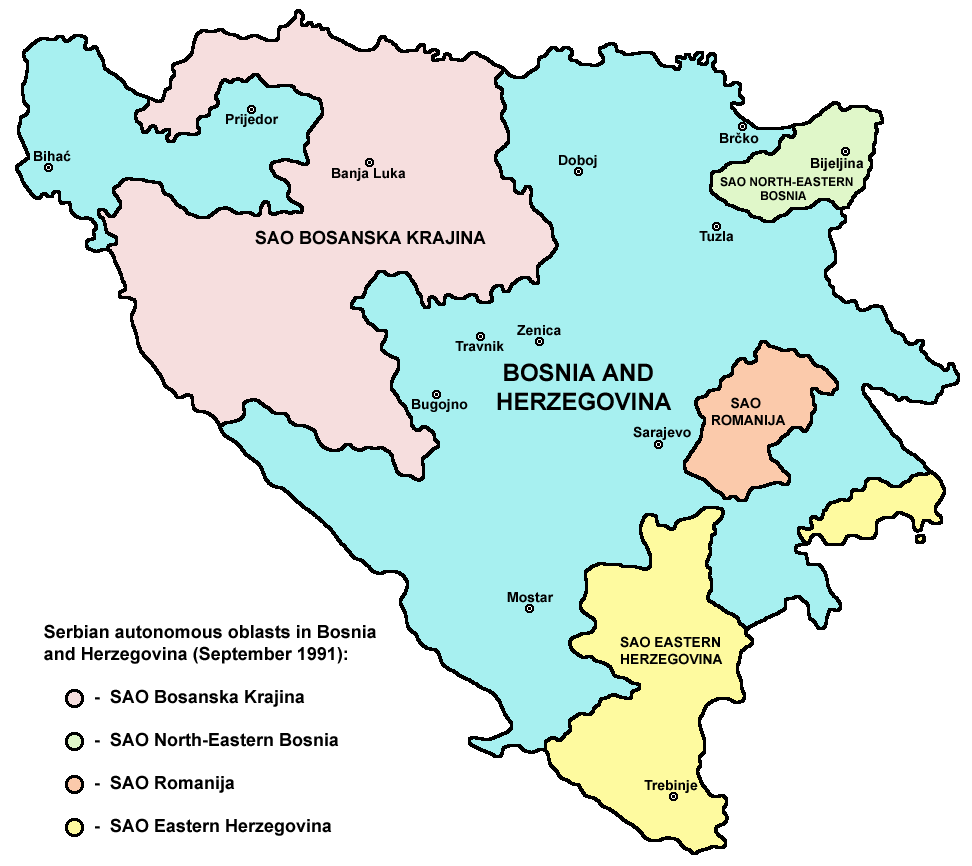
1991年時波黑的塞爾維亞人自治州

- 波斯尼亚克拉伊纳塞尔维亚人自治州
- 东北波斯尼亚塞尔维亚人自治州
- 北波斯尼亚塞尔维亚人自治州
- 奥兹伦-波萨维纳塞尔维亚人自治州
- 黑塞哥维那塞尔维亚人自治州
- 罗曼尼亚塞尔维亚人自治州